# Alexander Meigs Haig
Alexander Meigs Haig (Filadèlfia, 2 de desembre de 1924 — Baltimore, Maryland, 20 de febrer de 2010) va ser un militar i polític estatunidenc.
El 1947 va graduar-se a l'Acadèmia Militar dels Estats Units i va participar en la Guerra de Corea. Durant els anys 50 va ocupar diversos càrrecs diplomàtics a la República Federal Alemanya i va treballar al Pentàgon sota la direcció de Cyrus Vance. El 1966 va comandar una divisió d'infanteria a la Guerra del Vietnam. Durant la presidència de Richard Nixon va ser nomenat assessor militar del president, i posteriorment cap del gabinet presidencial. Va ser nomenat de cap suprem de les forces de l'OTAN a Europa i de Secretari d'Estat dels Estats Units entre 1981 i 1982.
Va exercir de mediador durant la Guerra de les Malvines i l'any 1987 va presentar la seva candidatura pel Partit Republicà dels Estats Units en les eleccions presidencials de 1988 però va retirar-se per falta de suports.